# 烟酰胺单核苷酸
烟酰胺单核苷酸（英語：Nicotinamide Mononucleotide，缩写“NMN”或“β-NMN”）是一种由核糖和烟酰胺衍生的核苷酸。与烟酰胺核糖苷一样，NMN是烟酸的衍生物，人类也有利用NMN生成烟酰胺腺嘌呤二核苷酸(NADH)的酶。在小鼠中，NMN在10分钟内通过小肠进入细胞，通过Slc12a8 NMN转运体转化为NAD+。
因为NADH是线粒体内过程、去乙醯酶和PARP的辅因子，NMN已经在动物模型中作为潜在的神经保护和抗衰老剂而被研究。膳食补充剂公司积极推销NMN产品，宣传这些好处。日本东京新宿庆应义塾大学医学院最近的一项人体研究表明，不超過500毫克的NMN剂量对男性是安全的。
烟酰胺核苷(NR)激酶对NR和NMN的外源性利用至关重要。 当外源性给药时，NMN必须转化为NR才能进入细胞并被重新磷酸化回NMN。NR和NMN都易受CD38环ADP核糖水解酶的胞外降解，而CD38酶可被CD38- in -78c.等化合物抑制。